# The English Concert
The English Concert è un'orchestra barocca, con sede a Londra, che suona su strumenti musicali dell'epoca o copie moderne degli stessi. Fondata nel 1972 dal clavicembalista Trevor Pinnock, è stata da lui diretta per trent'anni. Ora alla sua direzione è il clavicembalista Harry Bicket.

## The English Concert and Choir
The English Concert fu fondata da Trevor Pinnock ed altri strumentisti nel novembre 1972. La data di fondazione è spesso indicata come 1973, probabilmente perché il gruppo partì con soli sette strumentisti e gli altri vennero integrati in seguito in conseguenza del repertorio presentato. Essa fu una delle prime orchestre a specializzarsi nell'esecuzione della musica del periodo barocco e classico suonata con strumenti dell'epoca. Il suo repertorio spazia da Claudio Monteverdi a Wolfgang Amadeus Mozart.
Il debutto avvenne a Londra all'English Bach Festival nel 1973, che portò alla prima registrazione nel 1974, Sons of Bach harpsichord concertos, su etichetta CRD. Suonarono per la prima volta ai concerti dei The Proms nel 1980 e fecero la loro prima tournée negli Stati Uniti nel 1983. L'ensemble ha avuto molti riconoscimenti per le sue incisioni per l'etichetta Archiv Produktion dal 1978 al 1995 durante il quale registrò la maggior parte del repertorio barocco.
The Choir of the English Concert, collegato all'ensemble orchestrale, venne creato nel 1983 per l'esecuzione dell'opera Acante et Céphise di Jean-Philippe Rameau. I due complessi hanno continuato ad operare insieme fino alla metà degli anni novanta del XX secolo quando venne deciso che il coro dovesse raggiungere il livello qualitativo dell'orchestra per l'incisione della Mass in B minor di Bach. Dopo questa decisione venne molto più facile l'esecuzione di lavori vocali molto impegnativi come oratori e opere liriche del periodo barocco.
Dal 1996 al 2001 The English Concert mise in cantiere un grosso progetto esecutivo per la registrazione di monumentali opere religiose del XVIII secolo. Esso prese il via con il Messiah di Handel e proseguì con la Mass in B Minor di Bach nel 1997 presentata in un tour di concerti in Italia, Francia, Germania, Austria a ai BBC Proms. Dopo fu la volta della St. John Passion di Bach e del Requiem di Mozart nel 1999. Nel 2000 vennero rappresentate 18 repliche della St. Matthew Passion di Bach da Tenerife a Tokyo. Il ciclo di sei anni venne completato nel 2001 con la rappresentazione del Die Schöpfung di Haydn al Festival di Lucerna e del Christmas Oratorio in Spagna, Italia e Germania nel dicembre 2002.
Trevor Pinnock lasciò la direzione dell'ensemble nel 2003 per proseguire la sua carriera di direttore e clavicembalista.
Gli strumentisti dell'orchestra decisero allora di affidare la direzione del gruppo al violinista Andrew Manze, che era all'epoca direttore associato della Academy of Ancient Music.
Uno dei suoi primi progetti come direttore fu quello di preparare l'esecuzione della suite Water Music di Handel con l'orchestra situata a bordo di un battello che risaliva le rive del Tamigi. Questo venne filmato dalla BBC e ne venne realizzato un DVD. Sotto la guida di Manze si fece un contratto con l'etichetta discografica Harmonia Mundi.
The English Concert continua ad esibirsi nelle più importanti sale da concerto di Londra come Wigmore Hall, Cadogan Hall e South Bank Centre oltre a dare concerti all'estero partecipando ai maggiori festival di musica barocca in tutto il mondo. Nel settembre 2007 il clavicembalista Harry Bicket è subentrato a Manze alla guida del complesso.

### Ensemble collegati
Per un breve periodo alcuni degli strumentisti del The English Concert Chamber Ensemble tennero alcuni concerti sotto il nome di Members of The English Concert. The English Concert Winds fu un gruppo formato da strumentisti dell'orchestra che realizzarono una registrazione.

## Discografia
Questo è un elenco di album realizzati da The English Concert con il direttore Trevor Pinnock.
I dischi sono indicati con la data della prima edizione. Occorre tenere conto che di molti dischi esistono successive edizioni, raccolte e ristampe non indicate nella presente lista (ad eccezione dei box-set che raccolgono materiale già precedentemente prodotto).
- 1976 - Antonio Vivaldi, Concertos, op. 8 - The Four Seasons, con Simon Standage, violino (CRD Records, 2CD)
- 1981 - Johann Sebastian Bach, Concertos for harpsichord and strings BWV 1052, 1053, 1054 (Archiv Produktion, CD)
- 1981 - Johann Sebastian Bach, Concertos for harpsichord and strings BWV 1055, 1056, 1057, 1058 (Archiv Produktion, CD)
- 1981 - Johann Sebastian Bach, Concertos for 2 harpsichords BWV 1060, 1061, 1062, con Trevor Pinnock, Kenneth Gilbert, clavicembali (Archiv Produktion, CD)
- 1981 - Johann Sebastian Bach, Concerto for 3 & 4 harpsichords BWV 1063, 1064, 1065, con Trevor Pinnock, Kenneth Gilbert, Lars Ulrik Mortensen e Nicholas Kraemer, clavicembali (Archiv Produktion, CD)
- 1982 - Johann Sebastian Bach, 6 Brandenburg Concertos; 4 Orchestral Suites (Archiv Produktion, 3CD)
- 1982 - Antonio Vivaldi, Le Quattro Stagioni; Concertos RV 548 e RV 516 , con Simon Standage, violino (Archiv Produktion, CD)
- 1982 - Georg Friedrich Händel, Concerti Grossi op. 6 n. 1-4 (Archiv Produktion, CD)
- 1982 - Georg Friedrich Händel, Concerti Grossi op. 6 n. 5-8 (Archiv Produktion, CD)
- 1982 - Georg Friedrich Händel, Concerti Grossi op. 6 n. 9-12 (Archiv Produktion, CD)
- 1983 - Johann Sebastian Bach, Violin Concertos, con Simon Standage ed Elizabeth Wilcock, violini (Archiv Produktion, CD)
- 1983 - Georg Friedrich Händel, Water Music (Archiv Produktion, CD)
- 1984 - Johann Sebastian Bach, 3 Concerti BWV 1044, 1060, 1055, con Simon Standage, violino; David Reichenberg, oboe; Lisa Beznosiuk, flauto (Archiv Produktion, CD)
- 1984 - Georg Friedrich Händel, Concerti Grossi, op. 3 n. 1-6 (Archiv Produktion, CD)
- 1984 - Georg Friedrich Händel, Organ Concertos, op. 4, con Simon Preston, organo (Archiv Produktion, 2CD)
- 1984 - Georg Friedrich Händel, Organ Concertos, op. 7, con Simon Preston, organo (Archiv Produktion, 2CD)
- 1985 - Georg Friedrich Händel, Concerto grosso "Alexander's Feast" HWV 318, Sonata a 5 HWV 288, Oboe concertos HWV 287, 301, 302a, con Simon Standage, violino; David Reichenberg, oboe (Archiv Produktion, CD)
- 1985 - Georg Friedrich Händel, Music for the Royal Fireworks. Concerti a due cori (Archiv Produktion, CD)
- 1985 - Joseph Haydn, Concertos for oboe, trumpet, harpsichord, con Paul Goodwin, oboe; Mark Bennett, tromba; Trevor Pinnock, clavicembalo (Archiv Produktion, CD)
- 1985 - A Grand Concert of Musick, musiche di Stanley, Arne, Boyce, Geminiani, Hellendaal, Avison (Archiv Produktion, CD)
- 1987 - Joseph Haydn, Symphonies "Le Matin", "Le Midi", "Le Soir" (Archiv Produktion, CD)
- 1987 - Antonio Vivaldi, Concerti "L'Amoroso" (Archiv Produktion, CD)
- 1987 - William Boyce, 8 Symphonies (Archiv Produktion, CD)
- 1987 - Joseph Haydn, Missa in Angustis "Nelson Mass"; Te Deum (Archiv Produktion, CD)
- 1988 - Georg Friedrich Händel, Messiah (Archiv Produktion, 2CD)
- 1988 - Antonio Vivaldi, 6 Flute Concertos, op. 10, con Lisa Beznosiuk, flauto (Archiv Produktion, CD)
- 1988 - Antonio Vivaldi, Gloria; Alessandro Scarlatti, Dixit Dominus (Archiv Produktion, CD)
- 1988 - Arcangelo Corelli, 12 Concerti grossi, op. 6 (Archiv Produktion, 2CD)
- 1989 - Henry Purcell, Dido and Aeneas (Archiv Produktion, CD)
- 1989 - Joseph Haydn, Violin Concertos; Johann Peter Salomon, Romance for Violin, con Simon Standage, violino (Archiv Produktion, CD)
- 1990 - Georg Friedrich Händel, Dettingen Te Deum; Dettingen Anthem, con Choir of Westminster Abbey, dir. Simon Preston (Archiv Produktion, 2CD)
- 1990 - Johann Pachelbel, Canon & Gigue (Archiv Produktion, CD)
- 1990 - Antonio Vivaldi, "L'Estro Armonico", op. 3, con Simon Standage, violino (Archiv Produktion, 2CD)
- 1990 - Antonio Vivaldi, "La Stravaganza", op. 4, con Simon Standage, violino (Archiv Produktion, 2CD)
- 1990 - Joseph Haydn, Stabat Mater (Archiv Produktion, CD)
- 1991 - Georg Friedrich Händel, Belshazzar (Archiv Produktion, 3CD)
- 1991 - Oboe Concertos: C.P.E. Bach, Wq.165; Lebrun, no.1; Mozart, K.314, con Paul Goodwin, oboe (Archiv Produktion, CD)
- 1991 - Christmas Concertos, musiche di Charpentier, Moltier, Vivaldi, Sammartini, Telemann, Händel e Corelli (Archiv Produktion, CD)
- 1992 - Georg Friedrich Händel/Wolfgang Amadeus Mozart, Acis und Galatea (Archiv Produktion, 2CD)
- 1992 - Henry Purcell, King Arthur (Archiv Produktion, 2CD)
- 1993 - Georg Philipp Telemann, Suiten (Archiv Produktion, CD)
- 1993 - Gloria, musiche di Vivaldi, Corelli, A. Scarlatti (Archiv Produktion, CD)
- 1993 - Joseph Haydn, Missa Sancti Nicolai; Theresienmesse  (Archiv Produktion, CD)
- 1994 - Georg Philipp Telemann, Suites; Concerto in D Major (Archiv Produktion, CD)
- 1994 - Wolfgang Amadeus Mozart, Coronation Mass; Exsultate, Jubilate; Vesperae Solennes (Archiv Produktion, CD)
- 1995 - Henry Purcell, Dioclesian; Timon of Athens (Archiv Produktion, CD)
- 1995 - Antonio Vivaldi, 7 Concerti for woodwind and strings (Archiv Produktion, CD)
- 1997 - Antonio Vivaldi, Stabat Mater (Archiv Produktion, CD)
- 1997 - Opera Arias, musiche di Mozart, Haydn, Gluck - con Anne Sofie von Otter, mezzo-soprano (Archiv Produktion, CD)
- 1997 - Georg Friedrich Händel, Music for the Royal Fireworks HWV 351 (original version 1749) (Archiv Produktion, CD)
- 2002 - Georg Friedrich Händel, Tamerlano (Avie Records, 3CD)

Box-set:
- 1999 - Georg Friedrich Händel, Orchestral Works (Archiv Produktion, Rec. 1981-1984, 6CD)
- 2000 - Johann Sebastian Bach, Concertos (Archiv Produktion, Rec. 1981-1984, 5CD)
- 2001 - Antonio Vivaldi, Concertos (Archiv Produktion, Rec. 1986-1988, 5CD)
- 2001 - Joseph Haydn, The "Sturm und Drang" Symphonies (Archiv Produktion, Rec. 1989-1990, 6CD)
- 2002 - Wolfgang Amadeus Mozart, The symphonies (Archiv Produktion, Rec. 1993-1995, 11 CD)
- 2003 - Henry Purcell, Dido & Aeneas; King Arthur; Dioclesian; Timon of Athens; 3 Odes (Archiv Produktion, Rec. 1988-1994, 5CD)
- 2014 - Joseph Haydn, Complete Recordings (Archiv Produktion, Rec. 1985-1993, 12CD)
- 2017 - Georg Friedrich Händel, Complete Orchestral Recordings (Archiv Produktion, Rec. 1981-1997, 11CD)
- 2023 - The English Concert & Trevor Pinnock - Complete Recordings on Archiv Produktion (Archiv Produktion, Rec. 1979-1997, 99CD)

Con il direttore Andrew Manze:
- 2003 - Wolfgang Amadeus Mozart, Eine kleine Nachtmusik (Harmonia Mundi, CD)
- 2004 - Antonio Vivaldi, Concertos for the Emperor (Harmonia Mundi, CD)
- 2005 - Heinrich Ignaz Franz von Biber, Missa Christi resurgentis (Harmonia Mundi, CD)
- 2006 - Wolfgang Amadeus Mozart, 3 violin concertos, n. 3, 4, 5 (Harmonia Mundi, CD)
- 2006 - Carl Philipp Emanuel Bach, Symphonies 1-4, cello concerto in A (Harmonia Mundi, CD)
- 2007 - Georg Friedrich Händel, As steals the morn... Arias & scenes for tenor, con Mark Padmore, tenore (Harmonia Mundi, CD)

Con il direttore Harry Bicket:
- 2008 - Johann Sebastian Bach, Sacred arias & cantatas, con David Daniels, controtenore  (Virgin Classics, CD)
- 2011 - Johann Sebastian Bach, Cantatas & arias, con Elizabeth Watts, soprano  (Harmonia Mundi, CD)
- 2017 - John Blow, Christopher Gibbons, Matthew Locke, Henry Purcell, Purcell, Locke, Blow & Gibbons, con Rosemary Joshua, soprano e Sarah Connolly, mezzosoprano (Wigmore Hall Live, CD)
- 2018 - Evaristo Felice Dall'Abaco, Alessandro Marcello, Nicola Porpora, Giuseppe Tartini, Georg Philipp Telemann, Dall'Abaco, Marcello, Porpora, Tartini & Telemann (Signum Classics, CD)
- 2010 - Georg Friedrich Händel, Handel duets, con Rosemary Joshua, soprano e Sarah Connolly, mezzosoprano (Chandos Records, CD)
- 2011 - Georg Friedrich Händel, Il caro Sassone: Handel in Italy, con Lucy Crowe, soprano (Harmonia Mundi, CD)
- 2014 - Georg Friedrich Händel, Handel arias, con Alice Coote, mezzosoprano (Hyperion Records, CD)
- 2021 - Georg Friedrich Händel, Rodelinda (Linn Records, 3CD)
- 2022 - Georg Friedrich Händel, La Resurrezione (Linn Records, 2CD)
- 2023 - Georg Friedrich Händel, Serse (Linn Records, 3CD)